# Katastrofa lotu Alaska Airlines 261

Trasa samolotu

Katastrofa lotu Alaska Airlines 261 – wypadek lotniczy, który wydarzył się 31 stycznia 2000 roku. McDonnell Douglas MD-83 należący do Alaska Airlines, lecący z Puerto Vallarta do Seattle z międzylądowaniem w San Francisco, rozbił się nieopodal wyspy Anacapa, w wyniku awarii stabilizatorów. Śmierć poniosło 88 osób (83 pasażerów + 5 członków załogi).

## Przebieg lotu[2]
McDonnell Douglas MD-83 miał 8 lat. Wylatał 26584 godzin, wykonując przy tym 14315 cykli presuryzacji. Kapitanem feralnego rejsu był Edward Thomson, a drugim pilotem William Tansky. Maszyna leciała z Portu lotniczego Puerto Vallarta do Portu lotniczego Seattle, z międzylądowaniem w Porcie lotniczym San Francisco. O godz. 14:30 wzniosła się na wysokość 9500 m. 2 godziny później w okolicach Los Angeles, piloci skontaktowali się z lotniskiem w Los Angeles, gdzie zgłosili awarię stabilizatorów (odpowiadających za zmianę wysokości). Ani załoga, ani kontrola ruchu lotniczego nie potrafiły znaleźć przyczyny zablokowania sterów wysokości. Próby odblokowania sterów skończyły się fiaskiem. O 16:10 samolot wpadł w pierwszy lot nurkowy. Maszyna z wysokości 9500 m zniżyła się do 7000–7300 m. Pilotom udało się ustabilizować lot, po czym postanowili awaryjnie lądować w Los Angeles. W czasie podejścia do lądowania doszło do drugiego lotu nurkowego, w czasie którego zaczęły odrywać się części statecznika pionowego. Maszyna odwróciła się do góry kołami, po czym uderzyła w taflę wody (nieopodal wyspy Anacapa) i zatonęła. Wrak spoczął na głębokości 210 m p.p.m.

## Dochodzenie[2]

### Odzyskanie wraku
Wsparcia w poszukiwaniach wraku udzieliła między innymi marynarka wojenna, odzyskano 85% wraku (w tym ogon i skrzydła). Znaleziono także silniki i rejestrator głosu. Wszystkie znalezione części od MD-83 zmagazynowano w Porcie Hueneme. Sprawdzając odciski palców i przedmioty osobiste udało się zidentyfikować ofiary katastrofy.

### Niewystarczające smarowanie
Przyczyną wypadku mogło być niewystarczające smarowanie. W wywiadach pracownik Alaska Airlines, który wykonywał smarowanie tego samolotu przyznał, że ostatnie smarowanie miało miejsce we wrześniu 1999 roku. W NTSB zbadano, że przed wypadkiem całkowite smarowanie samolotu, które nastąpiło we wrześniu 1997 r., nie wykryło nadmiernego zużycia. Dochodzenie ujawniło, że niestandardowe narzędzie używane przez Alaska Airlines mogło spowodować błędne pomiary smarowania. Uważa się, że przy użyciu urządzeń zalecanych przez producenta wykryto by niedostateczne smarowanie i można by było zapobiec tragedii.

## Pokłosie
Śledztwo przeprowadzone przez NTSB wykazało, że do wypadku przyczyniło się przedłużenie przez Alaska Airlines okresów międzyserwisowych oraz międzyprzeglądowych. Zwiększenie czasu między przeglądami zwiększyło prawdopodobieństwo niewykrycia niedostatecznego smarowania lub nadmiernego zużycia elementów steru pionowego.
Osiem lat po wypadku - w 2008 r. Alaska Airlines wycofała wszystkie MD-83 z użytku. Rodziny ofiar postawiły pomnik w postaci zegara słonecznego w Porcie Hueneme.

## Obywatelstwo ofiar wypadku
| Państwo           | Pasażerowie | Załoga | Razem |
| ----------------- | ----------- | ------ | ----- |
| Stany Zjednoczone | 81          | 5      | 86    |
| Meksyk            | 1           | 0      | 1     |
| Wielka Brytania   | 1           | 0      | 1     |
| Razem:            | 83          | 5      | 88    |